# Robards
Robards – miasto w Stanach Zjednoczonych, w stanie Kentucky, w hrabstwie Henderson.